# Rimini Makama
Rimini Haraya Makama, là một luật sư và giám đốc điều hành kinh doanh người Nigeria, là người đứng đầu các vấn đề của công ty và chính phủ tại Microsoft Nigeria.

## Bối cảnh và giáo dục
Cô sinh ra ở Jos, Plateau State, Plateau State, ở vùng trung tâm phía bắc Nigeria, vào khoảng năm 1980. Cô học luật tại Đại học Jos, tốt nghiệp Cử nhân Luật. Cô tiếp tục với bằng Cao đẳng về Marketing, lấy được từ Trường Marketing. Sau đó, cô lấy bằng Thạc sĩ Luật tại Đại học Reading.

## Nghề nghiệp
Rimini Haraya Makama là Giám đốc các vấn đề của Chính phủ - Microsoft (Nigeria & Ghana) Công ty, Đối ngoại và Pháp lý (CELA) Trung Đông và Châu Phi - Thị trường mới nổi
Một chuyên gia về chính sách công và chính sách công chuyên về công nghệ, quan tâm đến Trí tuệ nhân tạo và vai trò của nó trong xã hội & đạo đức.
Cô chịu trách nhiệm quản lý việc phát triển và thực hiện các sáng kiến chính sách công của Microsoft ở cấp quốc gia và địa phương vì chúng liên quan đến quan hệ đối tác chiến lược của công ty với sứ mệnh mang đến một môi trường pháp lý và có uy tín. Cô làm sâu sắc thêm mối quan hệ của công ty với giới tinh hoa chính phủ, cơ quan quản lý, cơ quan lập pháp, tổ chức quốc tế và học viện 
Trước khi gia nhập Microsoft, cô là Giám đốc Truyền thông, Châu Phi, nơi cô đã giới thiệu thành công một số tổ chức quốc tế lớn nhất ở EMEA vào thị trường Nigeria, đồng thời giúp đưa họ vào vị trí chiến lược trong ngành công nghiệp của họ và khuyến khích đầu tư nước ngoài vào nước này. Trước Châu Phi, cô là Trợ lý Pháp lý chính tại Văn phòng Pháp chế tại Tổ chức Cảnh sát Hình sự Quốc tế - ICPO - INTERPOL tại Lyon, Pháp.
Rimini có bằng LLB của Đại học Jos, Nigeria, BL từ Trường Luật Nigeria, LLM về Luật quốc tế & Trật tự thế giới của Đại học Reading, Vương quốc Anh và Văn bằng CIM của Trường Marketing. Năm 2014, cô được Forbes công nhận là một trong 20 phụ nữ quyền lực trẻ nhất dưới 40 tuổi ở châu Phi. Cô là Nhà sản xuất điều hành cho bộ phim giành giải thưởng năm 2016 Green White Green, đã góp mặt trong các liên hoan phim quốc tế khác nhau bao gồm cả Liên hoan phim quốc tế Toronto. Sở thích của cô bao gồm sản xuất phim và bán lẻ thời trang.

## Những ý kiến khác
Vào tháng 12 năm 2014, Rimini Makama đã được tạp chí Forbes bình chọn là "20 phụ nữ quyền lực trẻ nhất châu Phi 2014".